# Tai Yuan

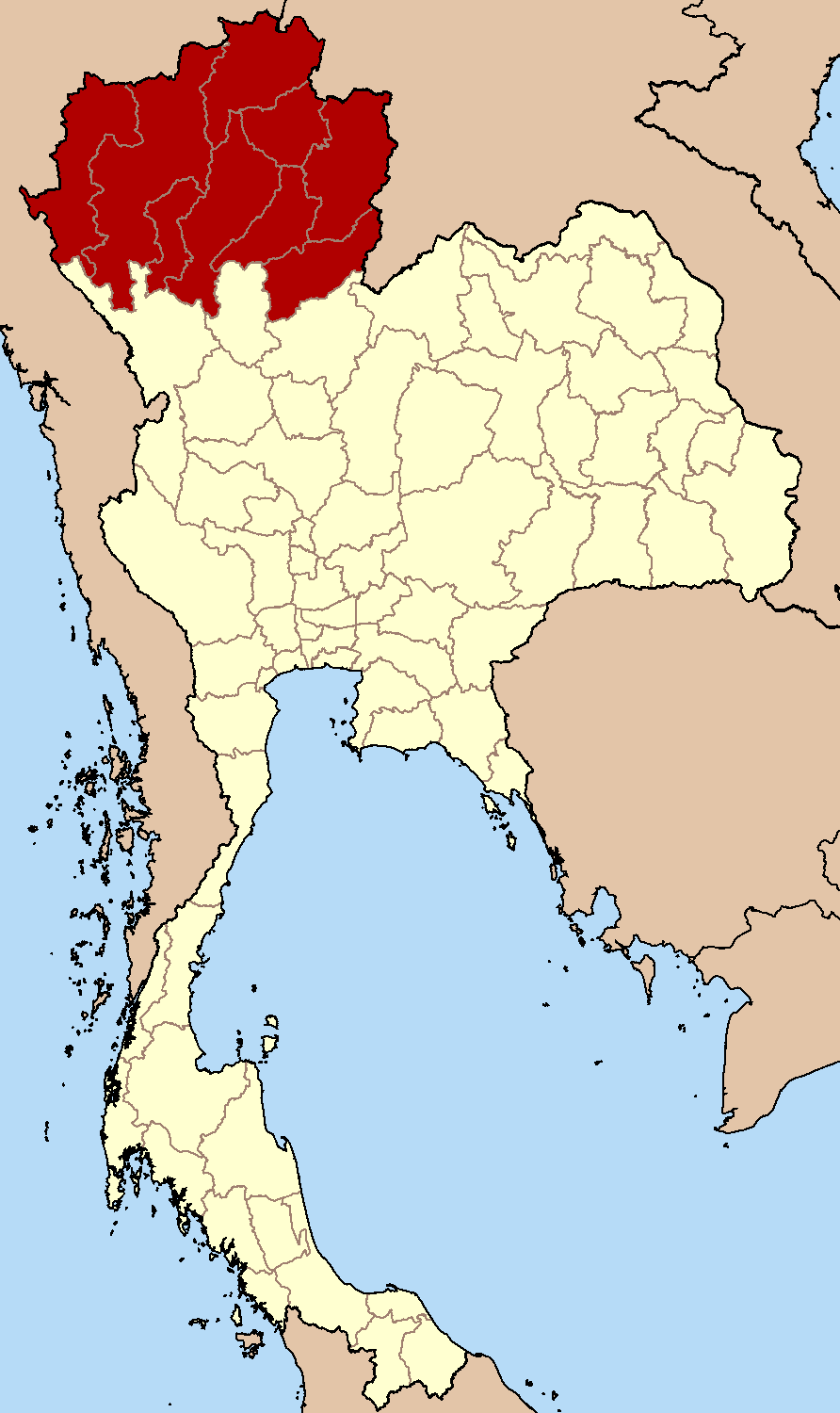
Die neun Provinzen Nordthailands sind zu 80 % von Tai Yuan bewohnt

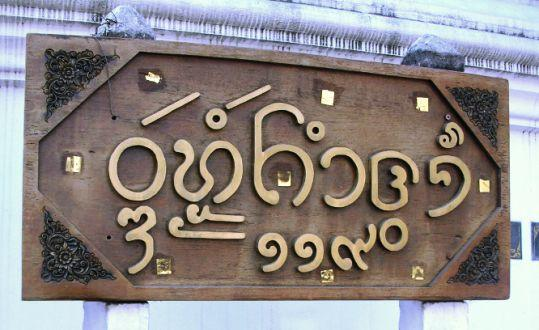
Schild mit Lanna-Schrift in Chiang Mai

Tai Yuan (thailändisch ไทยวน, oder nur Yuan; Eigenbezeichnung Khon Müang, คนเมือง, „Bewohner des (kultivierten) Landes“ oder „Menschen des Gemeinwesens“; auch Nordthailänder, คนเหนือ, khon nuea, „Menschen des Nordens“) sind eine Volksgruppe, die die Mehrheitsbevölkerung in sieben der neun Provinzen Nordthailands (die Ausnahmen sind Mae Hong Son und Uttaradit), dem früheren Gebiet des Königreichs Lan Na, stellt. Sie gehören zur Gruppe der Tai-Völker. Etwa sechs Millionen Menschen gehören zu diesem Volk. Sie sprechen die Lanna-Sprache (Kam Müang), die traditionell mit der Lanna-Schrift (oder Dhamma-Schrift, Tai Tham) geschrieben wird. Sie sind kulturell eng mit den Tai Lü im südchinesischen Bezirk Sipsong Panna und den Tai Khün im Gebiet von Keng Tung (Chiang Tung) im birmanischen Shan-Staat verwandt.

## Bezeichnung
Die Fremdbezeichnung ‚Yuan‘, mit der die Siamesen (also Zentral-Thai) ihre nördlichen Nachbarn bezeichneten, geht auf Sanskrit yavana („Fremder“) zurück. Aus der gleichen Wurzel abgeleitet ist Yun, die birmanische Bezeichnung für dieses Volk.

## Geschichte

### Ursprüngliches Siedlungsgebiet
Die Anwesenheit der Yuan auf dem Gebiet des heutigen Nordthailand ist seit dem 11. Jahrhundert belegt. Der Kern ihres ursprünglichen Siedlungsgebietes liegt im Becken der Flüsse Kok und Ing in der heutigen Provinz Chiang Rai. Da die Yuan, wie andere Tai-Völker, traditionell vom Nassreisanbau leben, siedelten sie nur in den Flussebenen Nordthailands, nicht aber in den Bergketten, die es durchziehen und die drei Viertel der Fläche ausmachen. Sie bildeten kleinräumige Fürstentümer (Müang). Die Geographie des Siedlungsgebiets verhinderte die Bildung größerer Gemeinwesen.

### Eigener Staat Lan Na

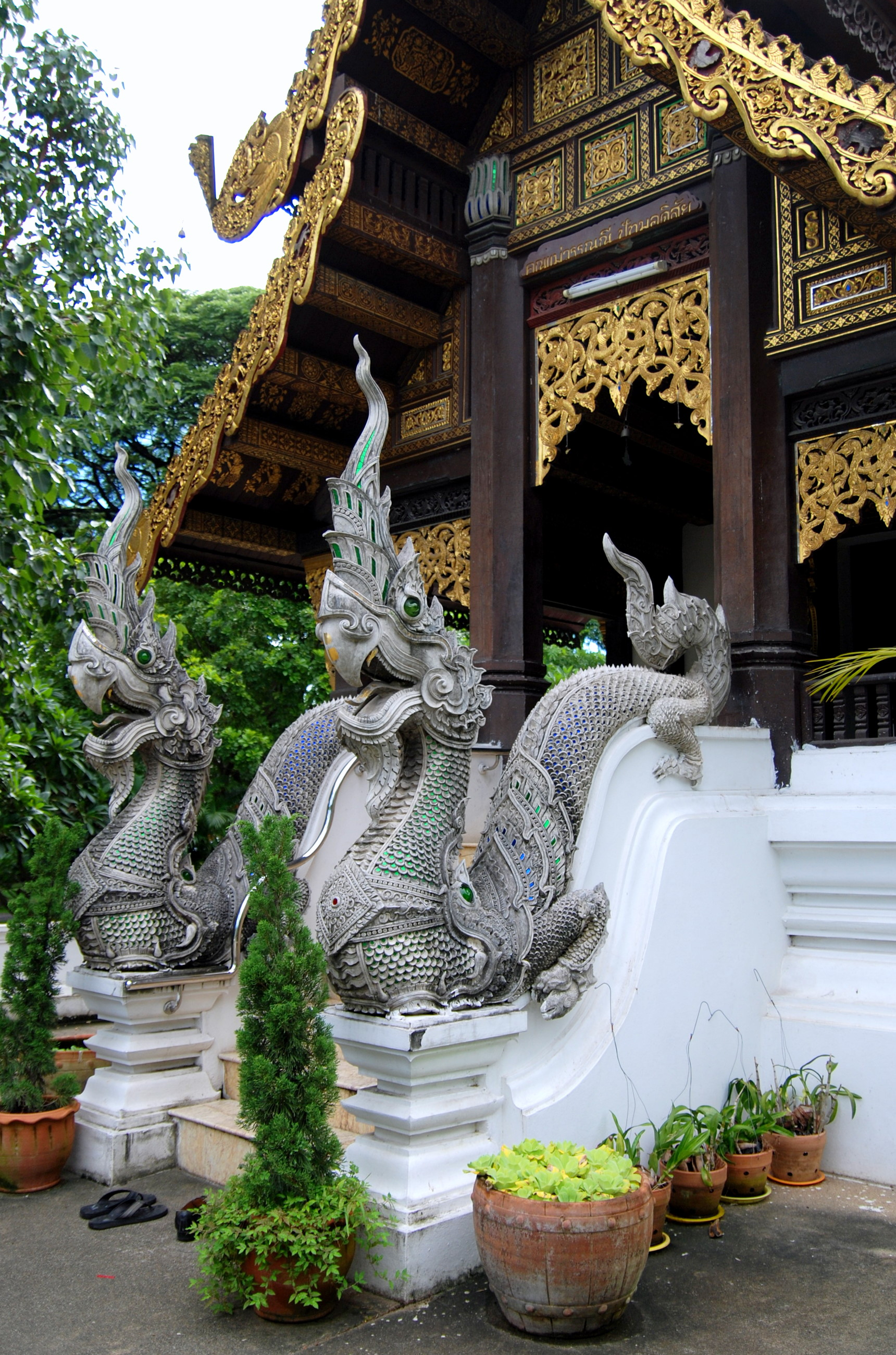
Nagas und Makaras an einem Wihan-Gebäude des Wat Chet Yot in Chiang Mai (15. Jh. unter König Tilok errichtet): Mythologische Wesen als Dekoration von Treppen sind typisch für die klassische Lanna-Architektur.

Mangrai, der Herrscher des Müang Ngoen Yang, einigte nach seiner Thronbesteigung um 1259 eine Reihe dieser Fürstentümer und gründete 1263 die Stadt Chiang Rai. Etwa 1292 eroberte er das Mon-Reich Hariphunchai, das bis zu dieser Zeit große Teile des heutigen Nordthailands in politischer, wirtschaftlicher und kultureller Hinsicht dominiert hatte. Damit war die Grundlage für das neue Reich Lan Na („eine Million Reisfelder“) gelegt, als deren Hauptstadt Mangrai 1296 Chiang Mai gründete. Die übrigen Müang, die von Lan Na abhängig waren, behielten ihre eigenen Dynastien und eine weitgehende Autonomie, mussten dem König jedoch Loyalität schwören und Tribut leisten (Mandala-Modell). Lan Na war ethnisch sehr heterogen und die Tai Yuan stellten in weiten Teilen ihres Herrschaftsbereichs nicht die Bevölkerungsmehrheit.
Die unterschiedlichen Kulturen näherten sich jedoch an, so übernahmen die ursprünglich animistischen und schriftlosen Tai Yuan von den Mon Hariphunchais deren Religion, den Theravada-Buddhismus, und ihr Schriftsystem (die Lanna-Schrift ist aus der Mon-Schrift entwickelt). Infolgedessen verbreitete sich im 14. Jahrhundert zunehmend eine gemeinsame Identität der Bevölkerungsgruppen Lan Nas und die Nicht-Tai-Völker assimilierten sich weitgehend an die Tai Yuan. Als Tai wurde, unabhängig von der ethnischen Abstammung, jeder betrachtet, der sich in die Gemeinwesen in den Flusstälern und Ebenen (Müang) integrierte, daher auch die Selbstbezeichnung Khon Müang. Nicht dazu gehörten lediglich die indigenen Völker, wie die Lua’, die außerhalb der Müang in den Hochlagen des Berglands lebten und Brandrodungsfeldbau betrieben. Sie wurden von den Tai als kha zusammengefasst. Die ethnische Zugehörigkeit wurde also weniger durch die Abstammung, als durch die Lebensweise definiert.
Die Yuan hatten sehr enge Beziehungen zum laotischen Reich Lan Xang. Im Jahr 1546 wurde mit Sai Settha sogar ein laotischer Prinz zum König von Lan Na gewählt.
Spätestens Mitte des 15. Jahrhunderts verfügten sie über die Technologie, Kanonen sowie Feuerwerksraketen herzustellen und einzusetzen. Die Ausdehnung des Einflussbereichs Lan Nas erreichte in der zweiten Hälfte des 15. Jahrhunderts unter König Tilok einen Höhepunkt. Die Interessensphäre Lan Nas stieß mit derjenigen des zentralthailändischen Königreichs Ayutthaya zusammen, was sich in mehreren Kriegen um die zwischen den beiden liegenden Müang Sukhothai, Phitsanulok und Kamphaeng Phet entludt.
Die ersten Jahrzehnte des 16. Jahrhunderts gelten als die Blütezeit der Literatur von Lan Na. Die klassischen Werke dieser Zeit wurden jedoch nicht in der Muttersprache der Tai Yuan, sondern in der Gelehrtensprache Pali verfasst. Zur gleichen Zeit expandierte aber Ayutthaya nach Norden und siamesische Truppen drangen tief in das von Yuan bewohnte Gebiet Lan Nas ein. Die Kämpfe waren überaus verlustreich, auch eine Reihe hochrangiger Generäle und Adeliger der Yuan fiel. Neben den Bevölkerungseinbußen von Männern im waffenfähigen Alter infolge des Krieges fielen um 1520 außerdem große Teile der Bevölkerung Naturkatastrophen und Seuchen zum Opfer. Das leitete den Niedergang Lan Nas ein. Im Jahr 1558 geriet es unter die Herrschaft der birmanischen Taungu-Dynastie (Königreich Ava).

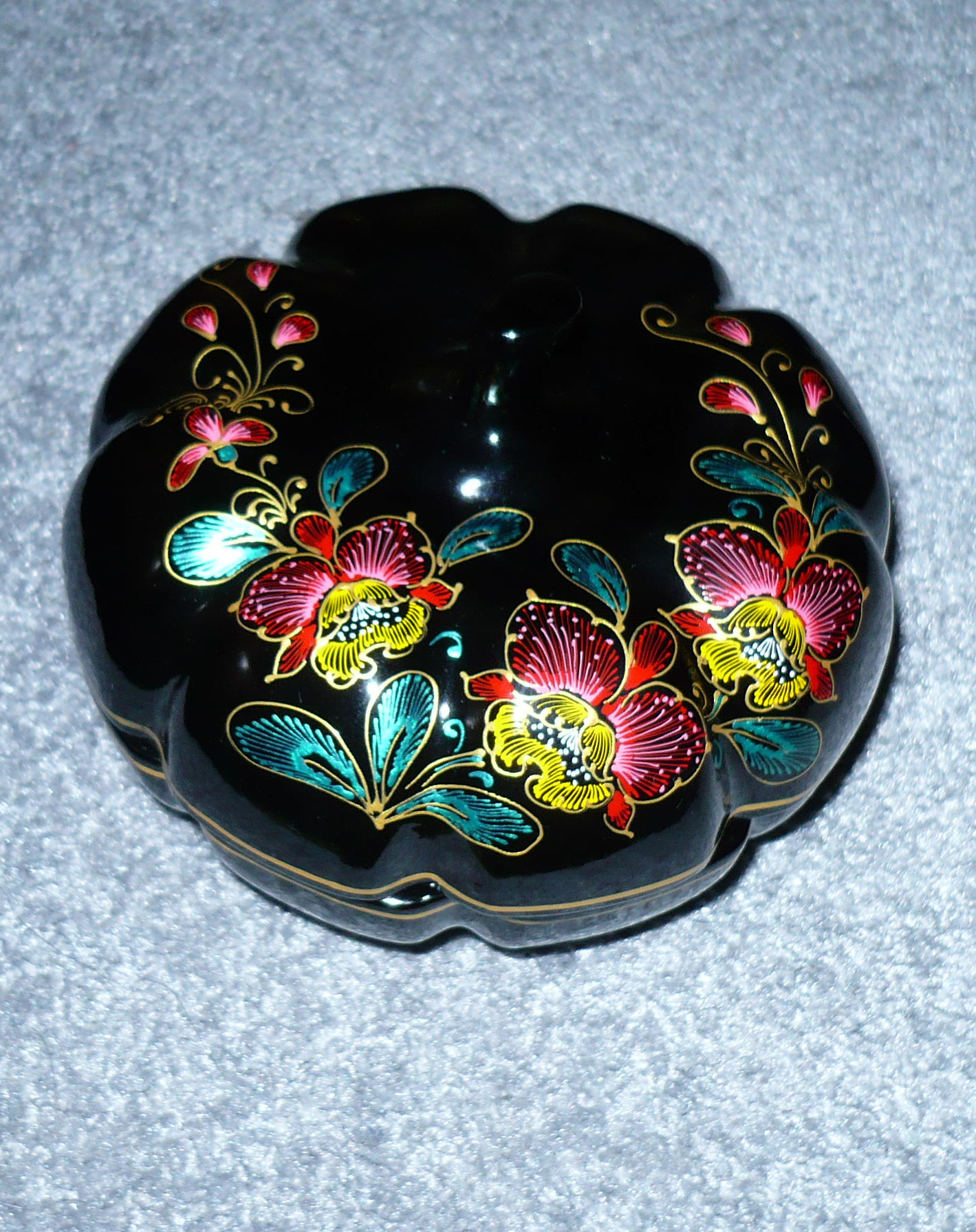
Lackkunst aus Chiang Mai

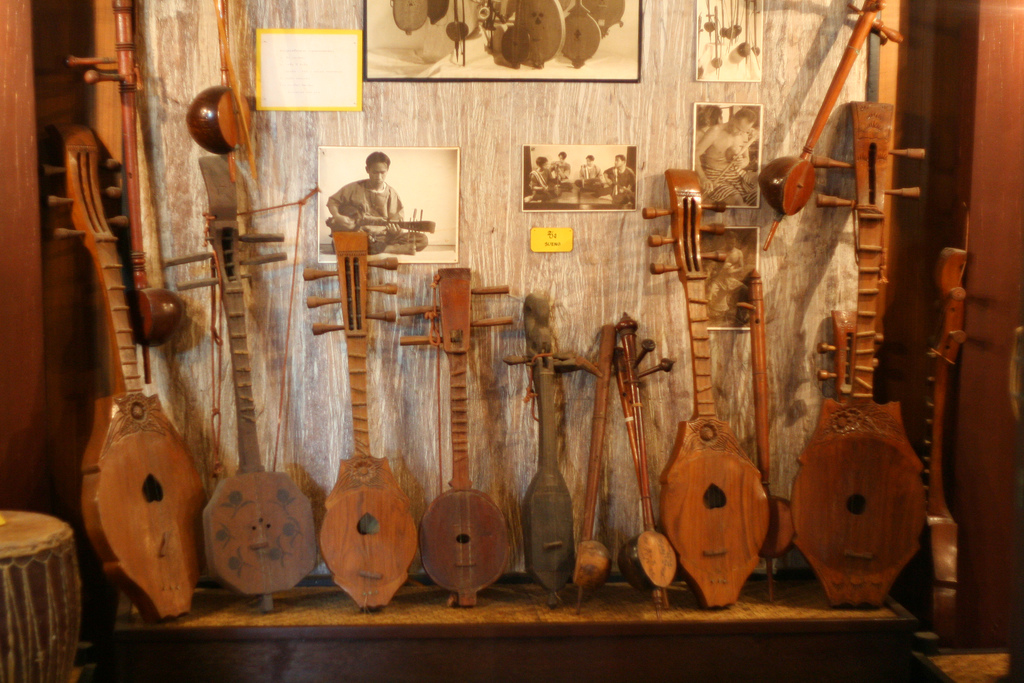
Traditionelle nordthailändische Musikinstrumente

Da im Südostasien der Vormoderne oftmals Mangel an Arbeitskräften herrschte, war es üblich, nach Kriegen Teile der Bevölkerung der unterlegenen Partei auf das Gebiet der siegreichen Seite zu verschleppen. Im 17. Jahrhundert wurden einige Yuan nach der Unterwerfung Lan Nas durch die Birmanen in deren Hauptstadt Ava gebracht. Dort gehörten sie zur Kategorie der königlichen Dienstleute und stellten u. a. Lackwaren her. Die Zugehörigkeit zu Birma verstärkte die Unterschiedlichkeit der Yuan gegenüber den Siamesen im Machtbereich von Ayutthaya.
Dennoch ging der Yuan-Adel Lan Nas nach dem Untergang Ayutthayas eine Allianz mit König Taksin von Thonburi (dem neuen siamesischen Königreich) ein und schüttelte mit dessen Unterstützung 1774 die birmanische Oberherrschaft ab. Diese wurde aber sogleich durch diejenige der Siamesen (ab 1782 unter der Chakri-Dynastie und mit der Hauptstadt Bangkok) ersetzt. Nachdem diese 1804 Chiang Saen, den letzten birmanischen Vorposten im heutigen Thailand, erobert hatten, deportierten sie tausende dort ansässige Yuan in ihr Kernland, das zentralthailändische Chao-Phraya-Becken. Infolgedessen lebt bis heute eine nennenswerte Zahl von Yuan in den Provinzen Ratchaburi und Saraburi, wo es im Amphoe Sao Hai sogar eine Enklave mit Yuan-Mehrheit im Siedlungsgebiet der Zentral-Thai gibt.

### Eingliederung nach Thailand und „Thaiisierung“
Bis ins 19. Jahrhundert behielt Lan Na im Rahmen des siamesischen Herrschaftsgebiets seine eigene Struktur und Autonomie in inneren Angelegenheiten. Seine Bewohner wurden als westliche Lao (oder auch „schwarzbäuchige Lao“, aufgrund der Tradition männlicher Yuan, sich oberhalb der Hüfte zu tätowieren), nicht aber als Siamesen betrachtet. Auch die Yuan sahen sich selbst eher als Verwandte der Lao als der Siamesen des zentralthailändischen Tieflands. Noch in den 1980er-Jahren bezeichnete die Regierung der Demokratischen Volksrepublik Laos deshalb die von Yuan bewohnten Provinzen Nordthailands als ihre „verlorenen Gebiete“. Der siamesische König Rama V. (Chulalongkorn) schrieb 1883 an seinen Hochkommissar in Chiang Mai über die Yuan, die er „Lao“ nannte:

„Wir betrachten Chiang Mai noch nicht als eigentlichen Bestandteil unseres Königreichs. […] Wir möchten lediglich die wirkliche Macht ausüben. […] Die Lao sollen wie eine Maschine arbeiten, die wir ganz nach Belieben vorwärts und rückwärts drehen können. […] Das muss aber unbedingt stärker mit Verstand und Klugheit als mit Macht und Gewalt geschehen. Lass die Lao nicht erkennen, daß man sie knechtet und unterdrückt.“

Nachdem Siam 1893 das heutige Laos an Frankreich abtreten musste, hörte die Regierung auf, in Thailand lebende Lao und Yuan als Lao zu bezeichnen, um keine weitere Expansion des französischen Protektoratsgebiets zu rechtfertigen. Als die Verwaltungsreform unter König Rama V. (Chulalongkorn) das zentralistische thesaphiban-System einführte, verlor Lan Na 1899 seine Eigenständigkeit. Chulalongkorns Sohn Rama VI. (Vajiravudh), der ab 1905 regierte, war bestrebt, aus der Bevölkerung seines Reiches eine Nation und Thailand mithin zum Nationalstaat zu machen. Es wurde immer weniger nach Siamesen, Lao oder Yuan unterschieden, stattdessen war zunehmend von der Thai-Nation die Rede. Vajiravudh strebte danach, die verschiedenen Stämme unter einer Leitkultur zu einen.

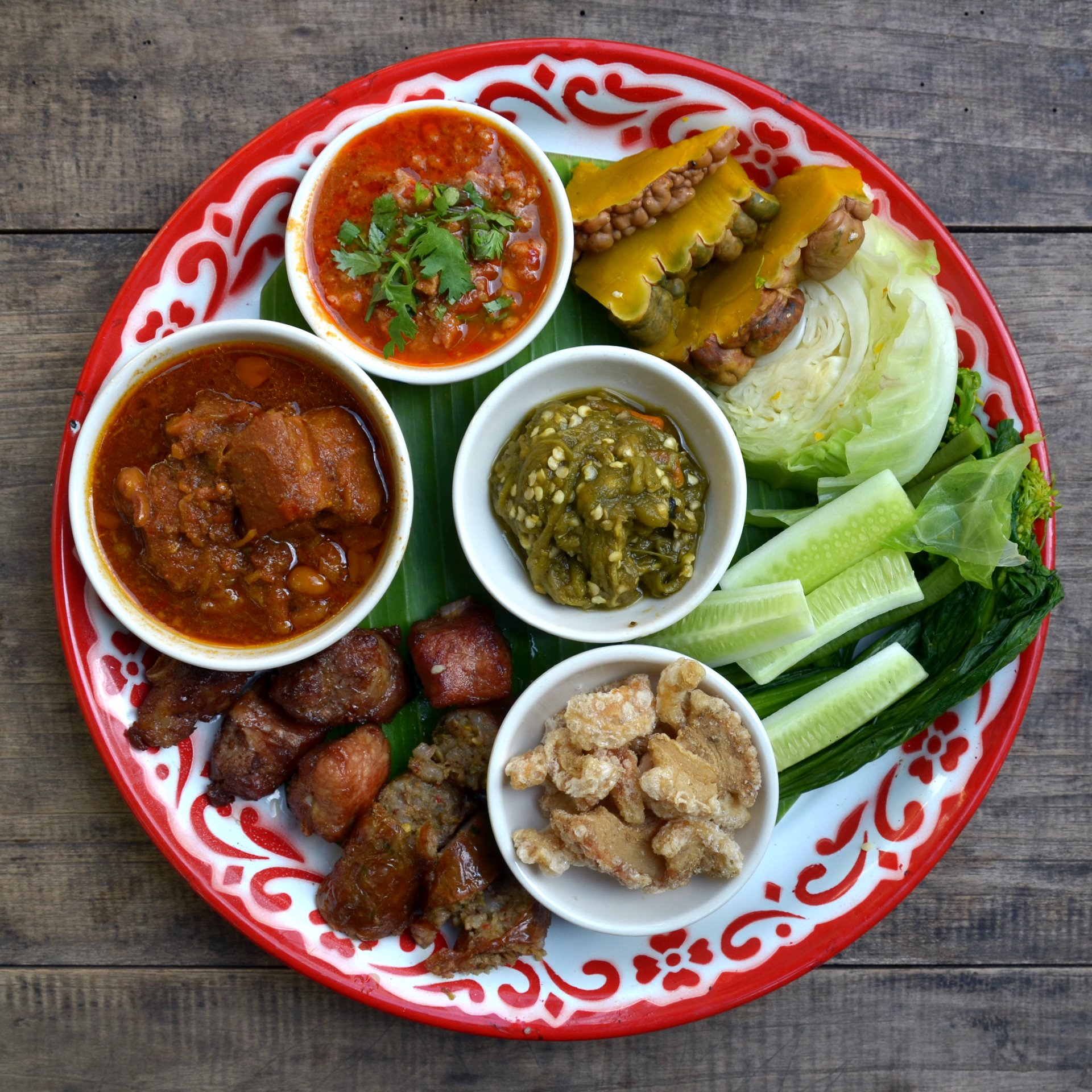
Auswahl typischer Vorspeisen der Lanna-Küche

Diese Politik der „Thaiisierung“ wurde nach dem Ende der absoluten Monarchie 1932 und der Machtübernahme von Plaek Phibunsongkhram 1938 noch intensiviert. Phibunsongkhram verfügte 1939 per Dekret, dass das Land ab sofort nur noch Thailand und seine Bewohner nur noch Thai zu nennen seien. Jede ethnische oder regionale Differenzierung untersagte er. Die Lanna-Schrift wurde in der Folgezeit zugunsten des thailändischen Alphabets zurückgedrängt. Die Verwendung des zentralthailändischen Dialekts wurde auch im Norden forciert, um die Lanna-Sprache zu verdrängen. Viele Thailänder können infolgedessen nicht zwischen Staatsbürgerschaft (san-chat) und ethnischer Zugehörigkeit oder Herkunft (chuea-chat) unterscheiden.

### Zeitgeschichte

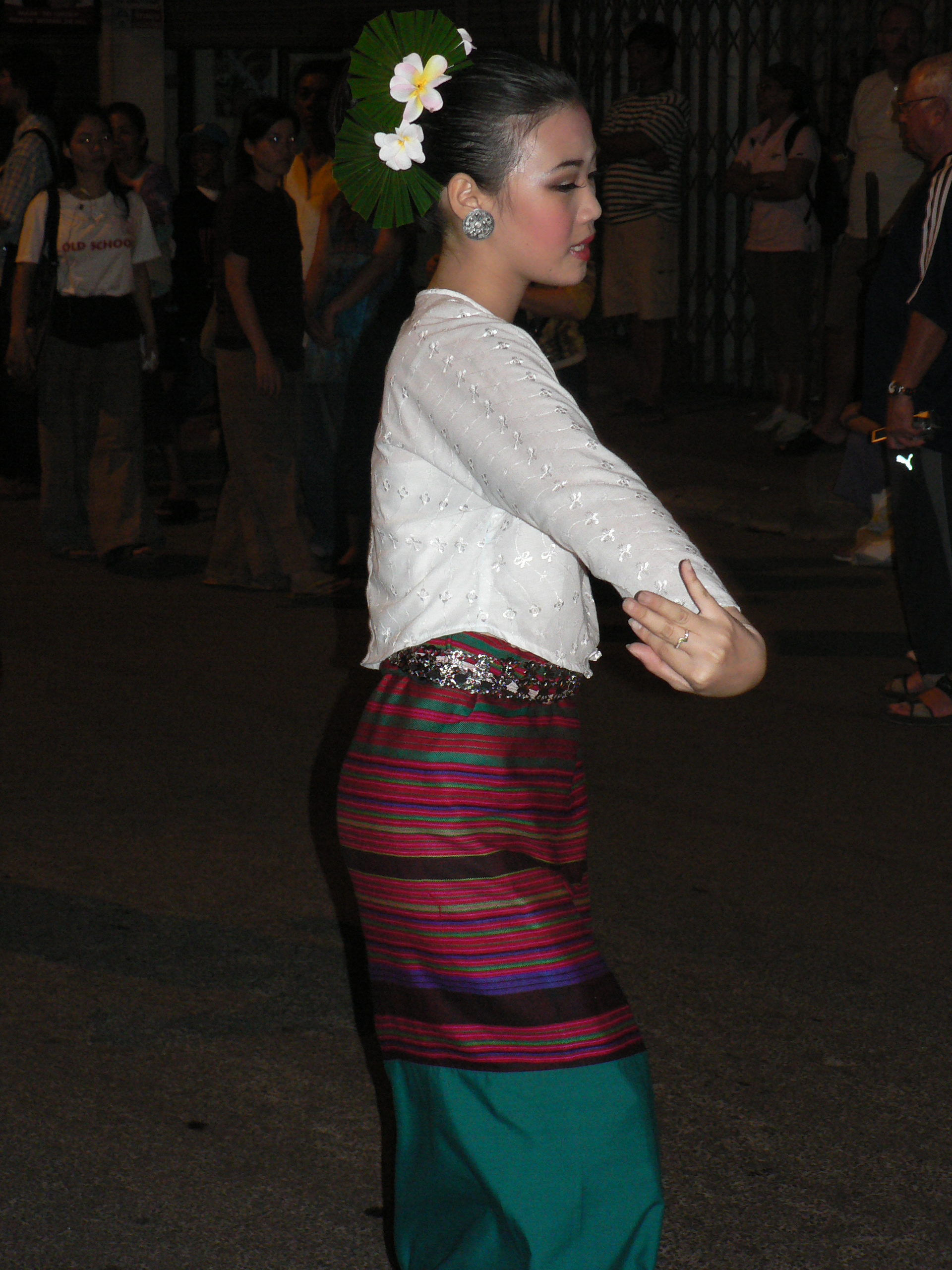
Tänzerin in Chiang Mai

Dennoch haben die Tai Yuan eine eigene kulturelle Identität bewahrt (auch wenn diese jetzt meist als nord-thailändische bezeichnet wird). Sie pflegen eine eigene Tanztradition. Ihre Küche unterscheidet sich von der Zentralthailands deutlich. Auch wenn fast alle Bewohner Nordthailands die thailändische Standardsprache verstehen und auch sprechen können (in den Schulen ist das nach wie vor Pflicht), sprechen die meisten zu Hause noch die nordthailändische Sprache. Ab etwa 1985 war hier allerdings ein Rückgang festzustellen. Die jüngeren Generationen verwendeten das Kam Müang seitdem immer weniger, sodass mittelfristig ein Verschwinden der Sprache zu erwarten war.
Dem gegenüber steht eine Renaissance der Lanna-Kultur seit Mitte der 1990er-Jahre. Insbesondere um die 700-Jahr-Feier Chiang Mais im Jahr 1996 herum konnte ein großer Stolz auf die eigene Geschichte und Tradition festgestellt werden. Vor allem an der Universität Chiang Mai widmet sich eine Reihe von Wissenschaftlern der Erforschung der Traditionen und der Pflege des kulturellen Erbes. Einige Nordthailänderinnen, vorwiegend der Mittel- und Oberschicht, tragen seither zu besonderen Anlässen wieder die klassischen Kleider des Nordens aus handbearbeiteter Baumwolle. In vielen öffentlichen Einrichtungen und Behörden ist es Usus, Freitags Kleidung aus traditionellen Textilien zu tragen. Es finden regelmäßig Aufführungen von Musik und Tanz Lan Nas sowie Demonstrationen des überlieferten Kunsthandwerks statt. Als Ausdruck des eigenen regionalen Charakters werden an einigen Orten auch wieder Schilder mit Beschriftung in Lanna-Schrift aufgestellt.

## Tai Yuan in Laos
Außerhalb Thailands leben Tai Yuan auch in Laos, wo sie als Tai Nyuan bezeichnet werden. Bei der Volkszählung 2005 gehörten 29.442 Menschen in Laos zu dieser Ethnie. Sie siedeln vorwiegend um Ban Houayxay in der Provinz Bokeo und in der Provinz Sainyabuli, also nahe der Grenze zu Nordthailand.